# Mago: el despertar
Mago: el despertar es un juego de rol desarrollado por White Wolf, Inc. ambientado en el llamado Mundo de Tinieblas. Los personajes principales del juego son individuos con la capacidad de deformar o romper las leyes de la realidad para así crear formas sutiles o más evidentes de magia. Mago: el despertar está basado en un anterior producto de la misma compañía, Mago: la ascensión. Aunque los dos juegos se basan en la magia sus respectivos conceptos y ambientación son completamente diferentes.

## Historia y ambientación
En el pasado existía una misteriosa isla en la que se erguía una inmensa montaña, hogar de numerosos dragones, y su imagen llamaba a la humanidad adormecida. Los dragones se fueron, pero la montaña siguió con su llamada, y los humanos respondieron, viajando a la isla para así encontrar lo que se les prometía. Allí descubrieron la magia, y con ella la capacidad de cambiar el mundo. Y con magia crearon una poderosa ciudad-estado, llamada Atlantis en los tiempos modernos.
Pero los magos, llenos de hybris, deseaban más, y crearon una Escalera Celestial con la cual ascender a los cielos y así obtener el control absoluto sobre la realidad. Una vez acabada, y cuando los magos se dispusieron a subir, hubo una disputa, sobre quien de entre todos los magos sería el que dirigiría a la nueva humanidad. El conflicto se tornó en batalla, y los vanidosos magos destruyeron la Escalera. Este cataclismo separó el mundo. Por un lado, se encontraba el Reino Caído, el mundo real para todos los humanos, y por el otro el Reino Divino, hogar del alma inmortal y de la verdad. El Abismo los separaba, convirtiendo así la Realidad Divina en inalcanzable.
El Reino Divino es la verdad de la realidad, y el verdadero hogar de la magia, y está regido por los Exarcas, magos poderosos que consiguieron subir por la escalera y tomaron control del Reino. Los Exarcas desean borrar de la tierra la memoria misma de Atlantis y la magia, y convertirse así en los dueños de la realidad hasta el fin de los días. Más que humanos, los Exarcas son seres quasidivinos, y ven a la humanidad como meros sirvientes.
La única resistencia la conforman los Oráculos, cinco magos que también consiguieron ascender, pero no fueron víctimas de su propia arrogancia. Cada uno de ellos creó una Atalaya y usan estos lugares para llamar a la humanidad en su Reino Caído, ya que son visibles a través del Abismo. Durante el Despertar, un mago visita una de las Atalayas, y sus habilidades son moldeadas por dicha Atalaya.
Retazos de información y artefactos de Atlantis han sobrevivido hasta nuestros días, y mediante ellos los magos desean ganar conocimientos para así ganar una mayor conexión con el Reino Divino, y destruir el malvado reinado de los Exarcas.

## Personajes
Los magos «despiertan» a los misterios de la magia, aunque se desconoce si este suceso es aleatorio o si está condicionado por la voluntad y personalidad del individuo. El despertar es diferente para cada mago potencial, aunque siempre consiste en un viaje interior que culmina con la llegada a su Atalaya y con la escritura de su verdadero nombre en ella.

### Caminos
Cinco son los Caminos que siguen los magos como cinco son las Atalayas que los iluminan, cada uno con su peculiar estilo y su afinidad a ciertos Arcanos.
| Acanthus (Destino, Tiempo) | Encantadores del Camino del Abrojo, manipulan la suerte, la intuición y el destino. Unidos a la Atalaya de la Espina Lunargenta en el Reino de Arcadia.              |
| Mastigos (Mente, Espacio)  | Brujos del Camino de la Flagelación, manipulan la percepción y los demonios interiores. Unidos a la Atalaya del Guantelete de Hierro en el Reino del Pandemónium.    |
| Moros (Muerte, Materia)    | Nigromantes del Camino de la Perdición, manipulan la muerte, la mortalidad y las cosas materiales. Unidos a la Atalaya de la Moneda de Plomo en el Reino de Estigia. |
| Obrimos (Albor, Fuerzas)   | Teúrgos del Camino de lo Divino, manipulan las energías divinas infundidas en el mundo. Unidos a la Atalaya de la Llave Dorada en el Reino de Éter.                  |
| Thyrsus (Vida, Espíritu)   | Chamanes del Camino del Éxtasis, manipulan todos los aspectos del mundo natural. Unidos a la Atalaya del Libro de Piedra en el Reino de lo Salvaje.                  |

### Órdenes
Después del Despertar, normalmente un mago se unirá a una Orden, aunque algunos eligen estar libres de ataduras políticas o prefieren ignorar la sociedad maga. A estos magos independientes se les llama Apostatas.
Las Cinco Órdenes forman el Pentagrama Atlante, aunque solo cuatro de ellas claman tener ese linaje, y están unidas en la lucha contra los Exarcas.
- La Flecha Adamantina: guerreros espirituales y maestros de la lucha, descendientes de los defensores de Atlantis. Hoy en día, la Orden de la Flecha puede considerarse una orden caballeresca, donde el bushido y otras filosofías guerreras encuentran su hogar. Estos magos llevan a cabo un intenso entrenamiento físico y mental, para convertirse así en mortíferas armas al servicio de la sociedad maga.
- Guardianes del Velo:espías y conspiradores descendientes de los servicios de información y de protección de la ley de la propia Atlantis. Muchos esconden sus actividades incluso de otros magos, y vigilan a la humanidad para que la curiosidad no les lleve a descubrir aquello que el hombre no debe conocer. Para ello falsifican y ofuscan la información mediante una elaborada trama de mentiras y caminos contradictorios llamada El Laberinto.

- El Mysterium: dedicados a perseguir el conocimiento mágico y a la adquisición, catalogación y estudio de artefactos e información místicos y ocultos. Descendientes de los académicos e intelectual de la sociedad Atlante, su estructura interna se asemeja a cualquiera de las organizaciones académicas de nuestro mundo. Toda información, conocimiento o artefacto adquirido es almacenado en las librerías-museo conocidas como Athenaea.

- La Escalera de Plata: consagrados a gobernar y remodelar el mundo, los senadores y los visires de la antigua Atlantis continúan en el poder. Políticos y autoridades, la Orden de la Escalera cree en la creación de un sistema hierarquico perfecto, con ellos en la cima, que obtendrá el control sobre la realidad. Aunque parezca que los miembros de la Orden solo buscan poder, creen que un completo control sobre la realidad acabara con todas las desgracias de la humanidad.

- El Concilio Libre: modernistas que buscan nuevos métodos de practicar la magia. Una unión de magos que han descubierto nuevos métodos de hacer magia que no se adhieren a los preceptos Atlantes. Según los miembros del Concilio, toda la humanidad es consciente de las verdades metafísicas, y todos los humanos son susceptibles de obtener sabiduría mística. Los Libertinos, como son llamados, creen profundamente en el proceso democrático y en el antiautoritarismo.

### Legados
Los legados son una tercera agrupación opcional. Son refinamientos de las propias almas que se trasmiten de maestro a alumno. Otorgan unos beneficios innatos llamados Logros, y pueden conceder afinidad hacia un tercer arcano. Además, al estar basadas en el modelado de la propia alma y no en el acceso al Reino Divino, no producen Paradojas.
- Portadores de la Voz Eterna
- Bokor -Nigromantes vudú
- Hermandad del Viento Demoniaco-Samuráis despertados
- Clavicularius -Invocadores de demonios que han obtenido poder sobre sus propios demonios interiores.
- Daksha -Humanos evolucionados que creen en el resurgimiento de Atlantis.
- Daoine -Maestros de los maleficios que recompensan o castigan usando el poder del Destino.
- La Undécima Pregunta -Investigadores sherlockianos que usan sus Logros para resolver misterios y obtener respuestas de la nada.
- El Pilar Caído -Ascetas que buscan negar el Reino Caído.
- Maestros de la Forja -Maestros artesanos cuyos poderes emulan a los dioses forja de la antigüedad.
- Casa de Ariadne -Maestros del destino que ven la magia en las ciudades.
- Imaginarios -Forgasueños que usan el poder de la imaginación.
- Huérfanos de Proteo -Cambiaformas que buscan una existencia primitiva.
- Adeptos Perfeccionados -Monjes guerreros que usan la Vida y las Fuerzas para convertirse en armas vivientes.
- Pygmalianos -Artistas que buscan inspirar a los Dormidos mediante su arte.
- Skald -Bardos y cuentacuentos.

#### Legados Siniestros
Los Legados Siniestros funcionan igual que los demás legados, pero sufren estigmas sociales debido a sus prácticas o creencias. Los Legados Siniestros pueden practicar infernalismo, formas corruptas de necromancia o cualquier tipo de magia prohibida u oscura. Sus miembros son considerados más como antagonistas que como personajes protagonistas, y muchos de los que los practican tienen una puntuación baja de Sabiduría (Moralidad).
- El Carnaval Melancólico -Magos que roban almas a los mortales para apoderarse de su buena suerte.
- Culto del Reloj del Juicio Final -Maniacos apocalípticos que buscan la destrucción del Reino Caído para así liberar las almas de los mortales.
- Devoradores de la Carne' -Magos caníbales.
- Caminantes del Eco -Fanáticos que desplazan las reemplazan las almas de los humanos para conseguir ver a los ángeles.
- Colmillos de Mara -Magos de pesadilla que deforman las mentes con el poder del Abismo.
- Logófagos -Magos que eliminan los secretos del Reino Caído.
- Scelesti -Magos retorcidos que manejan el poder del Abismo.
- Liches Tremere -Magos-vampiro que se alimentan de las almas humanas para alargar su existencia.
- Los Vástagos sin Olvidar -Magos capaces de cualquier cosa para preservar sus obras.

## Magia
La magia es simplemente la habilidad del mago para imponer su voluntad a la realidad. Los magos son capaces de hacer eso gracias a la conexión con sus Atalayas, que les permiten alcanzar el Reino Divino atravesando el Abismo y porque se han dado cuenta de que la realidad es una mentira.
El poder del mago, o el nivel del despertar o conocimiento de la Realidad Suprema, es llamado Gnosis.
Los Arcanos representan el conocimiento de un mago sobre cada una de las facetas de la realidad. Cada uno de los arcanos es un hilo de la realidad conocida como el Tapiz.

### Los Diez Arcanos
- Muerte El Arcano Sutil de la muerte y el decaimiento, capaz de sustraer almas y de crear o manipular no-muertos.
- Destino El Arcano Sutil de la suerte y los hados, capaz de definir lo aleatorio y de forzar la mano del Destino.
- Fuerzas El Arcano Vulgar de las energías y las cinéticas, capaz de controlar las llamas y de parar las balas.
- Vida El Arcano Vulgar de criaturas y plantas, capaz de curar heridas y de alterar la vida.
- Materia El Arcano Vulgar de los objetos inanimados y las materias inertes, capaz de crear y transmutar materia.
- Mente El Arcano Sutil de los pensamientos y los sueños, capaz de leer las mentes y controlar las emociones.
- Albor El Arcano Sutil de la fuerza mágica primigenia, capaz de encantar objetos y de manipular Mana. (conocida también como Cardinal)
- Espacio El Arcano Vulgar de la distancia y la separación, capaz de superponer dimensiones y de moldear distancias.
- Espíritu El Arcano Sutil de los espíritus y su reino, capaz de llamar a los espíritus y de crear pasos a través del Pozo.
- Tiempo El Arcano Vulgar del tiempo y el envejecimiento, capaz de manipular el flujo del tiempo y de saltar a través de las eras.

## Antagonistas
- Videntes del Trono Los Videntes son Despertados que han jurado lealtad a los Exarcas. Claman seguir los dictados de los Exarcas y desean eliminar la magia del mundo y reforzar la Mentira. Los Videntes creen que los Exarcas son hombres convertidos en dioses y los siguen con la esperanza de ser recompensados por sus lejanos maestros.

- Desterradores Los Desterradores son magos que dedican su vida a destruir otros magos. Su Despertar fue traumático, no deseado e incomprendido, y no aceptan su propio poder.

- Los Locos Los Locos son magos cuyos Despertares les privaron de estabilidad mental.

- Los Scelesti Magos perversos que han decidido servir/usar el Abismo son conocidos como Scelestu, o simplemente Los perversos. Siguen la 'Pureza Divina' del Abismo y buscan el fin de todas las cosas.

- Tremere Liches que consumen almas a cambio de inmortalidad y poder. Fueron creados cuando un grupo de vampiros y de magos intentaron acabar con la maldición del vampirismo. Durante el proceso los vampiros fueron destruidos junto con las almas de los magos. Atrapados entre la vida y la muerte, tienen que alimentarse de almas para sobrevivir, y pasan su terrible regalo a aquellos que creen merecedores de la vida eterna.

- Cazadores de Brujas Humanos que quieren destruir a los magos, cada uno con su propia ideología y razones.